# Mesostenus modicus
Mesostenus modicus là một loài tò vò trong họ Ichneumonidae.